# Periszkóp

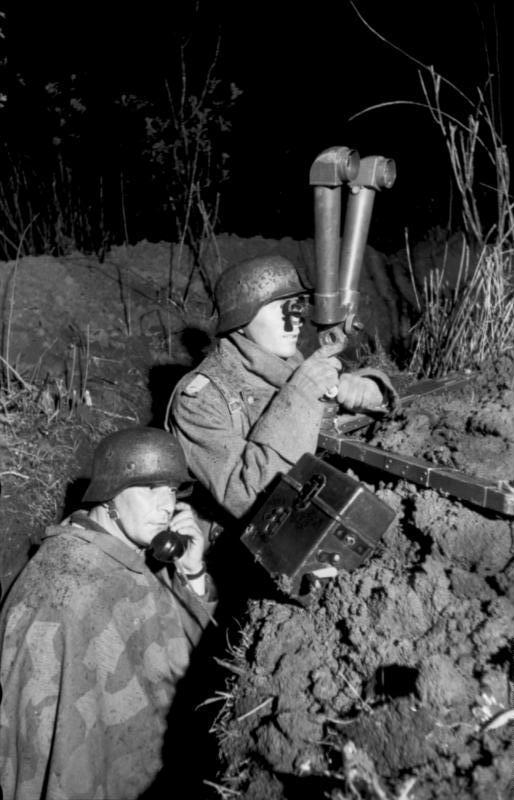
Periszkópot használó német katonák, 1943

A periszkóp olyan optikai eszköz, amelynek segítségével láthatóvá válik a megfigyelőtől valamilyen szemmagasság fölé vagy alá nyúló akadály által eltakart tárgy.

## A periszkópok fontosabb alkalmazási területei

### Haditechnikai alkalmazásai
- Tengeralattjáró-periszkóp: a tengeralattjáró elsődleges megfigyelő rendszere. A célnak megfelelően különböző méretűek lehetnek (pl. megfigyelő vagy kis átmérőjű támadó periszkóp; a különbség a kettő között a víz fölé emelkedő cső átmérőjében van).
- Árokperiszkóp: lövészárokból történő ellenség megfigyelésére alkalmazzák. Ezek lehetnek egyszerű vagy távcsővel kiegészített periszkópok.
- Tankperiszkóp: lehetővé teszi a tankból való megfigyelést amelynek segítségével a parancsnok a harckocsi környezetének szinte teljes egészét belátja.
- Bunkerperiszkóp: föld alá épített katonai létesítményből való kitekintésre alkalmazott periszkóp.

### Civil alkalmazások
Az árokperiszkóphoz hasonlóak amelyeket különböző megfigyelésre alkalmaznak.
- Vadászatban fedett helyről való vadlesés.
- Sport vagy tömeges rendezvények megfigyelése.
- Ornitológiai (madártan) megfigyelés, stb.

## Kialakítások

### Egyszerű periszkóp

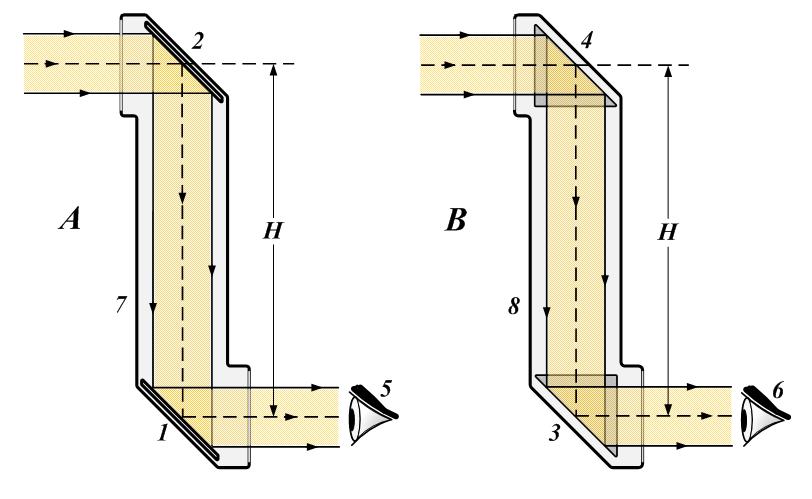
Egyszerű kivitelű nagyítás nélküli periszkópok elvi rajzaiA – Síktükröket alkalmazó periszkóp.B – Derékszögű prizmákat alkalmazó periszkóp .1 – 2 - Síktükrök.3 – 4 - Derékszögű prizmák.5 – 6 - Megfigyelő személy.7 – 8 - Periszkóp cső.H – Periszkopikus magasság.

Felépítés szempontjából egy cső alakú eszköz, amelynek két végén - egymástól bizonyos távolságban – a cső hossztengelyével 45 fokban álló fényvisszaverő tükröző felületek (1–2–3–4) helyezkednek el.
A fényvisszaverő tükröző felületek az eszköz szerkezeti megoldásától függően lehetnek tükrök vagy prizmák. A tükröző felületek a csőben egymás felé néznek, egymással párhuzamos síkban elhelyezve.
A megfigyelt tárgyról érkező fényt a fejtükör vagy prizma 90 fokos irányeltérítéssel a másik tükörre vagy prizmára továbbítja, ahonnan a megfigyelő szemébe jut szintén  90 fokos irányeltérítéssel.
A mellékelt ábrán láthatóan a fény a periszkópcsőben (7–8) így egy nyújtott Z betűhöz hasonlító utat tesz meg.
Az így kialakított optikai eszköz lehetővé teszi, hogy a néző nem a saját szemmagasságában, hanem azzal párhuzamosan eltolva a tükrök vagy a prizmák távolsága által meghatározott H magasságban szemléli a megfigyelt tárgyat.
A fentiek szerint megszerkesztett, nagyítás nélküli periszkópok torzítástól és színi-eltéréstől mentes képet mutatnak, amennyiben megfelelő minőségű optikai elemeket alkalmaznak a kép továbbítására.
Az egyszerű periszkóp hátránya, hogy a készüléken keresztül a megfigyelt terep látszólag kisebbnek látszik a valóságnál.
A tükröző felületek élesen kimetszik a megfigyelt terep áttekinthető részét, viszont szabad szemű nézésnél a szem és a fej forgatásával pillanatok alatt tetszőleges terep tekinthető át.
Ettől a benyomástól az egyszerű periszkóp megfosztja a megfigyelő személyt, mert megszabja a kép méretét.
A nem túl nagynak mondható látómezőt az irányeltérítésre alkalmazott tükröző felületek rögzítik, szinte megmerevítik és a nézés irányszögét meglehetősen szűk határok közé szorítják.
Képalkotás szempontjából a tárgy képe látszólag olyan messze van a tükröző felületek síkja mögött, mint amilyen távol fekszik előtte a tárgy.
Közeli tárgyak megfigyelésénél a szem tárgypontról-tárgypontra mélységben alkalmazkodik, de kb. 14 méteren túl az akkomodáció megszűnik, és a szemlencse végtelenre áll be.
A tükröző felületek bizonyos mértékű rekeszelése miatt a kép élesebbnek látszik.
A látómező növelése (annál kisebb, minél nagyobb a H periszkopikus magasság azonos fényvisszaverő tükröző felületek esetén) nagy méretű tükröző (2–4) felületeket igényelne, így rejtett megfigyelésre alkalmatlan lenne mert a szemmagasság fölé nyúló 2–4 tükröző felületek könnyen észrevehetővé válnak. 
Az egyszerű periszkópokat a látómező a nagyítás növelése valamint a látszólagos képkicsinyítés érdekében különböző egyéb optikai berendezésekkel egészítik ki mint pl. egy távcső beépítése. Az így kiegészített periszkópokat távcsöves periszkópnak nevezik.

### Távcsővel kiegészített egyszerű periszkóp

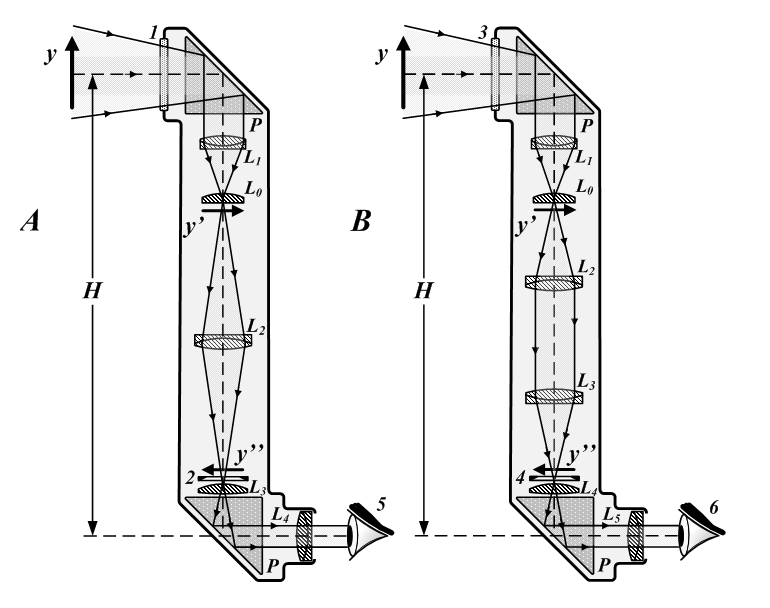
Távcsővel kiegészített egyszerű periszkópok elvi rajzai.'A – Képfordításra egy lencsét (L_{2}) alkalmazó periszkóp.B – Képfordításra két lencsét (L_{2}–L_{3}) alkalmazó periszkóp.1–3 – Védőüveg.2–4 – Mezőrekesz vagy beosztással ellátott szállemez.5–6 – Megfigyelő személy.P – Derékszögű prizmák (vagy síktükrök).L_{1} – Objektív lencse (tárgylencse).L_{2} – (A rajz) - Képvisszaállító - lencse.L_{3} – L_{4} – (A rajz) – Okulár lencsék. L_{2} – L_{3} – (B rajz) – Képvisszaállító lencsék. L_{4} – L_{5} – (B rajz) – Okulár lencsék. L_{0} - Mezőlencse (egyes esetekben sík felülete átveheti a szállemez szerepét). y – Távoli tárgy.y' – Az y távoli tárgy képe - valódi, fordított állású, kicsinyített.y" – Az y' képe - valódi, egyenes állású.H – Periszkopikus magasság.

Az egyszerű kivitelű nagyítás nélküli periszkóp - legyen az tükörrel vagy prizmával kialakított – optikai teljesítménye nagymértékben növelhető egyéb optikai berendezések, mint pl. belső távcső vagy más optikai elemek alkalmazásával.
Szubjektív szempontból a távcsővel kiegészített és az egyszerű periszkópok egymáshoz nagyon hasonlóak, de optikailag lényeges különbség van közöttük.
A távcsővel kiegészített periszkópoknál a tárgylencsével alkotott képet az okulárral felnagyítva mint virtuális képet látjuk, az egyszerű kivitelű periszkóp esetében a szemlencse közbenső képalkotás nélkül az ideghártyán állítja elő a képet.
A távcső képalkotó eszköz, az egyszerű periszkóp csak a sugárzás irányát téríti el.

### Képvisszaállításra egy lencsét alkalmazó periszkóp
Az A ábrán látható periszkóp az 1-es fedőüvegen belépő végtelenben fekvő y tárgy sugarait a fejprizma 90 fokos irányeltérítéssel az L1 a tárgylencséhez vezeti.
Az L1 tárgylencse a végtelenben fekvő y tárgyról valódi (ernyőn felfogható), fordított állású, kicsinyített y’ képet állít elő képoldali gyújtópontjában az Lo mezőlencse síkjának közelében – egyes esetekben magában a lencsében. 
Az y' képet az L2 képfordító lencse átveszi és az y" képpé egyesíti az okulár 2-es mezőrekeszének síkjába amely visszafordított, egyenes állású oldalhelyes valódi kép.
Az L3–L4 valamint a P prizmával kialakított okulárral az y" képet felnagyítva mint virtuális (látszólagos, ernyőn nem felfogható) képet szemléli a megfigyelő személy.
A periszkóp nagyítása:
{\displaystyle N={\dfrac {f_{L_{1}}}{f_{ok}}}\cdot \beta }
ahol:
- {\displaystyle N} a rendszer nagyítása;
- {\displaystyle f_{L_{1}}} az objektív lencse gyújtótávolsága;
- {\displaystyle f_{ok}} az okulár gyújtótávolsága;
- {\displaystyle \beta }  az L2 lencse lineáris nagyítása, amely nem egyéb mint az L2 képvisszaállító – lencse által alkotott lineáris képméret viszonya az L1 tárgylencse által alkotott lineáris képmérethez.

Ismerve az okulár {\displaystyle \alpha _{l}} látszólagos látómezejét a rendszer valós látómezeje:
{\displaystyle \alpha _{v}={\dfrac {\alpha _{l}}{N}}}
ahol:
- {\displaystyle \alpha _{v}} a periszkóp valós látómezejének értéke;
- {\displaystyle \alpha _{l}} az okulár látszólagos látómezejének értéke;
- {\displaystyle N} a periszkóp nagyítása.

### Képvisszaállításra két lencsét alkalmazó periszkóp

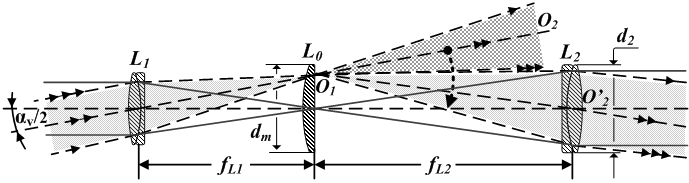
A mezőlencse hatása a tárgylencséből a fordítórendszer felé haladó sugárnyalábokra.
A mezőlencse az O_{1}O_{2} tengelyt a nyíl irányában a távcső optikai tengelyébe fordítja, így a sugárnyalábok a d_{2} átmérőjű L_{0} fordítólencse nyílását kitölti.

A B ábrán látható periszkóp a végtelenben fekvő y tárgy sugarait a fejprizma 90 fokos irányeltérítéssel az L1 a tárgylencséhez vezeti.
Az L1 tárgylencse az y tárgyról fordított állású, kicsinyített y’ képet állít elő képoldali gyújtósíkjában az L0 mezőlencse sík felületén.
Az L0 mezőlencsének a tárgylencse mögött fontos szerepe van.
A látómező széléhez tartozó szög alatt belépő fénynyalábok a képsíkban történt metsződés után továbbhaladnak – emiatt nagy átmérőjű képfordító lencsékre lenne szükség.
Ha a távolság az L1 lencsétől nagy, vagy az első L2 fordító lencse d2 átmérője kicsi, a fénynyaláboknak csak egy hányada jut az L2 fordító lencsébe, ez látómező és fényerő csökkenést okoz.
A látómező és fényerő csökkenés minimális értékre szorításának érdekében az L1 lencse gyújtósíkjába az L0 mezőlencsét helyezik.
A szög alatt belépő fénynyalábokat a mezőlencse úgy vezeti, hogy azok elérhessék az L2 lencsét és annak nyílását kitöltsék.

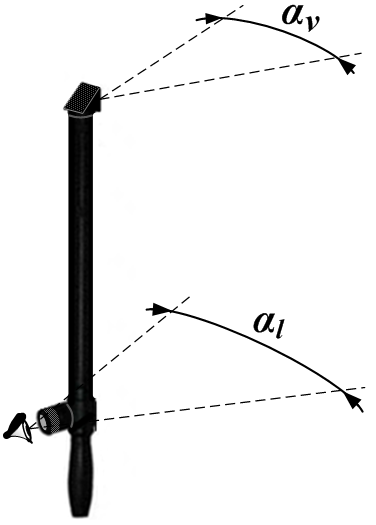
A periszkóp valós és látszólagos látómezejének ábrázolása.
α_{v} – A periszkóp valós látómezeje.
α_{l} – A periszkóp látszólagos látómezeje.

A mezőlencse majdnem minden esetben sík-domború lencse, domború felületével a tárgylencse felé fordítva – egyes esetekben fordulhat sík felével a tárgylencse felé.

Elhelyezésénél fogva a kép minőségét nem befolyásolja, hatása csupán abban nyilvánul meg, hogy a fénynyalábokat meghatározott értékkel bizonyos irányban eltéríti így jóval kisebb átmérőjű képfordító lencséket lehet alkalmazni.
A mezőlencse gyújtótávolsága - átmérője az adott rendszer optikai paramétereitől függ, általában a gyújtótávolsága 150 – 200 mm, {\displaystyle d_{m}} átmérője a periszkóp {\displaystyle \alpha _{v}} valós látómezejének függvénye amelyet szerkesztéssel vagy számítással határoznak meg az alábbi egyenlettel:
{\displaystyle d_{m}=2f_{L_{1}}\cdot \tan {\dfrac {\alpha _{v}}{2}}}
ahol:
- {\displaystyle d_{m}} a mezőlencse átmérője;
- {\displaystyle f_{L_{1}}} az objektív lencse gyújtótávolsága;
- {\displaystyle \alpha _{v}} a periszkóp valós látómezejének értéke.

Helyezzük az L2 lencsét úgy az y’ kép mögé, hogy gyújtósíkja egybeessék az y’ kép síkjával.
Ebben az esetben az L2 a kollimátor lencse szerepét tölti be, mert a gyújtósíkban fekvő y’ képtől származó sugarak párhuzamosan lépnek ki.
Az L2 lencse mögé bizonyos távolságban elhelyezett L3 lencse az L2 lencséből kilépő párhuzamos sugarakat gyújtósíkjába az y" visszafordított képpé egyesíti amit az L4–L5 lencsékből valamint a P prizmából kialakított (osztott) okuláron keresztül figyelhető meg.
Ha a fordítórendszer tagjainak gyújtótávolsága egyenlő, akkor az első y’ kép mérete azonos a második y" kép méretével, ezért a nagyítás egyenlő azzal, amit akkor nyernénk, ha az okulárral közvetlenül az y’ képet néznénk.
Az egész periszkóp alapeleme az L1 tárgylencse és az L4–L5 lencsékből valamint a P prizmából kialakított okulár.
A fordítórendszer, mint fénytani áttétel működik.
Az L2–L3 képvisszaállító lencsék távolsága egymástól:
{\displaystyle d=f_{L_{2}}+{\dfrac {f_{L_{3}}}{2}}}
A képek méretviszonya (egyenlő a fordítótagok gyújtótávolságának viszonyával):
{\displaystyle \beta ={\dfrac {y''}{y'}}={\dfrac {f_{3}}{f_{2}}}}
A periszkóp nagyítása:
{\displaystyle N={\dfrac {f_{L_{1}}f_{L_{3}}}{f_{L_{2}}f_{ok}}}}
ahol:
- {\displaystyle N} = a rendszer nagyítása;
- {\displaystyle f_{L_{1}}} az objektív lencse gyújtótávolsága;
- {\displaystyle f_{L_{2}}} az első képvisszaállító lencse gyújtótávolsága;
- {\displaystyle f_{L_{3}}} a második képvisszaállító lencse gyújtótávolsága;
- {\displaystyle f_{ok}} az okulár gyújtótávolsága.

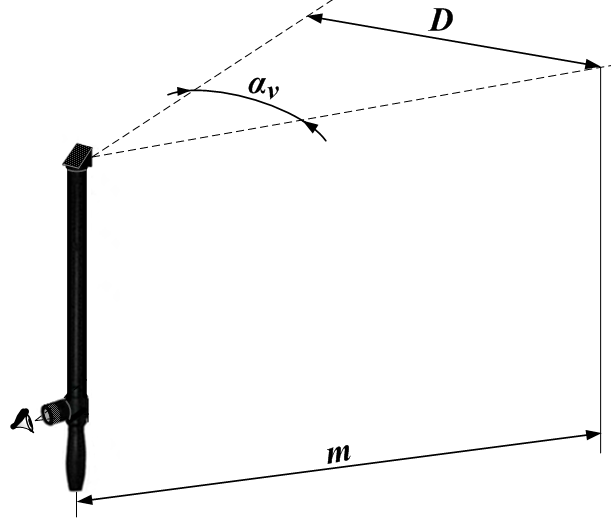
A periszkóptól m távolságra látható látómező két széle közötti D terület ábrázolása

A periszkóptól m távolságra látható látómező két széle közötti D terület átmérője:
{\displaystyle D=m\cdot \sin \alpha _{v}}
ahol:
- {\displaystyle D} az m távolságra látható látómező két széle közötti D terület átmérője;
- {\displaystyle \alpha _{v}} a periszkóp valós látómezejének értéke;
- {\displaystyle m} a megfigyelt terület távolsága.

A rendszer valós látómezeje:
{\displaystyle \alpha _{v}={\dfrac {\alpha _{l}}{N}}}
A nagyítás fokozásával az {\displaystyle \alpha _{v}} valós látómező valamint egy adott m távolságra fekvő megfigyelt terület D átmérője csökken. 
A periszkópok nagyítása – céltól függően – 1,2–10-szeres.
A két tagból álló képvisszaállító - rendszert a tengeralattjáró-periszkópok, fegyver célzótávcső, valamint a tengerész távcsövek esetében alkalmazzák a leggyakrabban.

## Galéria

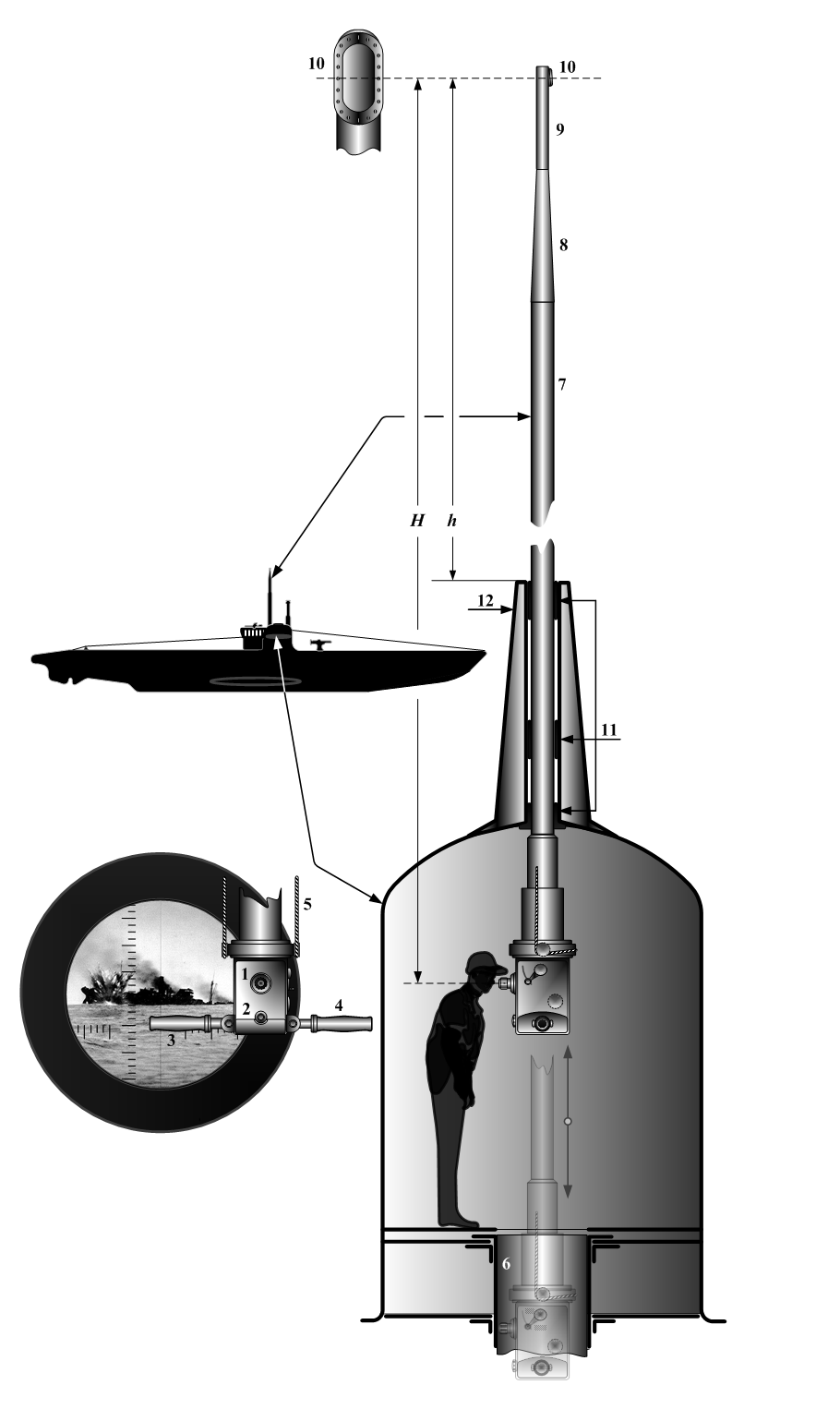
Tengeralattjáró-periszkóp
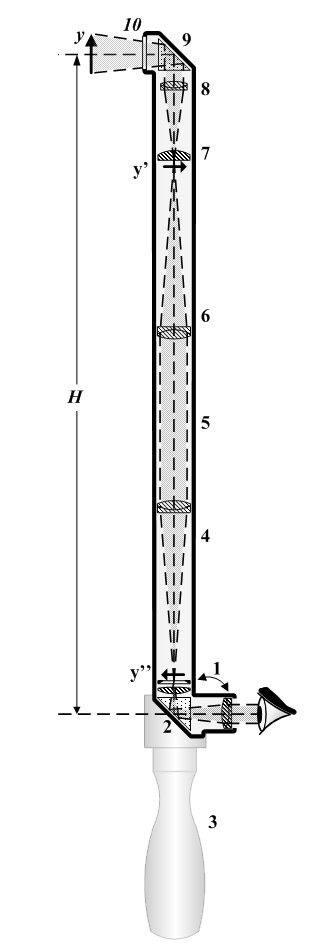
Kis nagyítású árokperiszkóp
A kis nagyítással együtt járó nagy valós látószög alkalmassá teszi a lövészárokból történő nagy ellenséges terület megfigyelésére.